# Glenoleon parviproctus
Glenoleon parviproctus är en insektsart som beskrevs av Tim R. New 1985. Glenoleon parviproctus ingår i släktet Glenoleon och familjen myrlejonsländor. Inga underarter finns listade i Catalogue of Life.